# La Porte du paradis
Pour les articles homonymes, voir Heaven's Gate et Porte du Paradis.
Pour plus de détails, voir Fiche technique et Distribution.
La Porte du paradis (Heaven's Gate) est un film américain de Michael Cimino, sorti en 1980.
Le film se déroule de 1870 à 1903. James Averill participe à la « guerre » du comté de Johnson qui, en 1890, dressa de pauvres immigrants d'Europe de l'Est récemment arrivés au Wyoming contre de riches propriétaires de bétail. Établis depuis des lustres, ces derniers élevaient d'immenses troupeaux sur les terres publiques de cet État de l'Ouest américain, terres qu'ils considéraient comme réservées aux « vrais » citoyens du lieu (c'est-à-dire eux, les « blancs américains » d'origine germanique).
Échec cuisant lors de sa sortie (il est responsable en partie de la faillite de United Artists et de la fin des illusions du Nouvel Hollywood), le film jouit aujourd'hui d'une bonne réputation auprès de nombreux cinéphiles et critiques, certains le tenant même comme l'« une des sept merveilles du monde cinématographique ».
En 2012, il entame une nouvelle carrière dans une version restaurée et remastérisée de 220 minutes qui laisse augurer sa réhabilitation progressive auprès du grand public.
Tout en les modifiant substantiellement, Michael Cimino s'est inspiré de faits réels connus sous le nom de « guerre du comté de Johnson » (1889-1893). En réalité, Averill, loin d'être un grand bourgeois éducateur et défenseur du peuple, était un petit propriétaire de ranch ; Ella Watson et lui furent pendus deux ans avant la révolte des immigrants ; Nate Champion fut exécuté sur des accusations de vol de bétail ; et la grande bataille finale du film n'a jamais eu lieu : effrayés par le nombre des immigrants, les tueurs du syndicat des éleveurs se retranchèrent dans une grange et attendirent fébrilement l'arrivée de la cavalerie fédérale[réf. nécessaire].

## Synopsis
Le film est découpé en trois séquences temporelles, de durées très inégales :
- Le prologue montre, en 1870, l'ultime journée à Harvard de la « promotion 70 » ; centré sur deux diplômés (James Averill et William Irvine) clairement issus de la très bonne bourgeoisie, il alterne discours, grand bal romantique de type « valses viennoises » et joutes entre étudiants.
- L'histoire proprement dite de « la Porte du Paradis » se déroule vingt ans plus tard, en 1890, au Wyoming, plus particulièrement dans le comté de Johnson. Un conflit oppose les riches éleveurs de bétail (dont William Irvine), qui ont jusque-là toujours eu la mainmise sur les « verts pâturages » du Wyoming, à une vague d'immigrés pauvres venus d'Europe de l'Est à la suite de l'Homestead Act. Ceux-ci ont acheté des lopins de terre (sans que cela soit encore régularisé par un titre de propriété en bonne et due forme) autour de Sweetwater, dans le comté de Johnson (dont James Averill est le shérif) et ont entrepris de les cultiver, ce qui réduit d'autant les pâturages jusqu'alors dévolus aux troupeaux des éleveurs. Furieux, ces derniers accusent les nouveaux arrivants d'être, pour la plupart, des voleurs de bétail et des anarchistes ; ayant établi une liste noire, ils recrutent une milice de mercenaires pour les éliminer. En 3 à 4 jours, le conflit riches éleveurs / pauvres cultivateurs (« rangers / settlers ») embrase tout le comté, prend des allures de guerre civile et culmine en une sanglante bataille, dont bien peu réchappent. Après avoir démissionné de son poste de shérif, James Averill s'était rangé du côté des fermiers nouvellement installés. D'une durée de trois heures, cette séquence inclut, sur ce fond de guerre civile (étroitement tressé avec celui de la vie quotidienne de la communauté de Sweetwater), les péripéties romanesques d'un triangle amoureux composé de James Averill, Ella Watson (la jolie tenancière du bordel local) et Nate Champion, un mercenaire (finalement repenti) du syndicat des éleveurs.
- L'épilogue, de 4 à 5 minutes, nous transporte en 1903 : élégant mais vieilli, James Averill est sur son yacht, au large de Newport (Rhode Island). Il a retrouvé (et peut-être épousé) une jeune fille autrefois rencontrée au « bal d'adieu » à Harvard, mais semble lourd de souvenirs, probablement ceux ayant trait à Ella (dont on entend alors le leitmotiv musical).

### Harvard, 1870
En 1870, deux jeunes étudiants, James Averill et Billy Irvine assistent à la cérémonie de remise des diplômes de fin d'études à Harvard. S'adressant à la « promotion 70 », le révérend Gordon Sutton lui demande instamment de faire bénéficier de la culture et du savoir acquis tous ceux qui, autour d'eux, en sont dépourvus, un objectif d'autant plus justifié que la constitution des États-Unis néglige assez cet aspect des choses, et il conclut par : « L'éducation d'une nation, voilà un idéal élevé. » 

Irvine, l'orateur de la promotion, monte à son tour sur l'estrade (bien que manifestement déjà ivre) et lui répond en un discours spirituel mais désenchanté qu'ils feront au mieux... de leurs capacités, c'est-à-dire que, leur cerveau de « colibri » n'étant sûrement pas à même de remettre en cause l'ordre du monde (dans l'ensemble, assez bien agencé), ils veilleront du moins « au respect des traditions ».
Une fête, qui se prolonge tard dans la nuit, clôt la journée, avec un grand bal puis des joutes entre les étudiants, sous le regard des jeunes filles de la bonne société locale, dont l'amie d'Averill.

### Wyoming, 1890
Vingt ans plus tard, Avrill traverse la ville en plein essor de Casper, dans le Wyoming, en route vers le nord, en direction du comté de Johnson, où il est désormais maréchal. Les immigrants européens pauvres nouvellement arrivés dans la région sont en conflit avec les barons du bétail riches et établis, organisés au sein de la Wyoming Stock Growers Association ; les nouveaux venus volent parfois leur bétail pour se nourrir. Nate Champion, un ami de James et un homme de main des éleveurs, tue un colon du nom de Michael Kovach soupçonné de vol de bétail chez lui devant sa famille et dissuade un autre, qu'il surnomme ironiquement « le jeune marié » (car ce dernier a précisé qu'il venait de se marier quand Nate l'a traité de jeunot) de voler une vache.
Lors d'une réunion du conseil d'administration, le chef de l'association, Frank Canton, informe les membres, dont Irvine, de son projet de tuer 125 colons qu'ils accusent d'être des voleurs et des anarchistes, avec l'aide du cruel major Wolcott, qui fait croire qu'ils ont l'accord du président de la nation. Irvine quitte la réunion, rencontre Averill et lui fait part des plans de l'association. Alors qu'Averill s'en va, il échange des mots amers avec Canton. Canton et Averill se disputent et Averill finit par donner un coup de poing au visage de Canton. Cette nuit-là, Canton recrute des mercenaires pour tuer les colons nommés.
Ella Watson, la tenancière de bordel local, originaire du Québec, qui accepte du bétail volé en guise de paiement pour ses prostituées, est entichée de James et de Champion. Averill et Ella patinent dans la foule, puis dansent seuls, dans une immense patinoire appelée l'Heaven's Gate, qui a été construite par l'entrepreneur local John L. Bridges. Averill reçoit une copie de la liste des personnes à abattre de l'Association de Minardi, un capitaine de l'armée américaine joueur de baseball, et lit plus tard les noms à haute voix aux colons, qui sont plongés dans une tourmente terrifiée. Cully, un chef de gare et ami d'Averill, voit le train avec la troupe de Canton se diriger vers le nord et part pour avertir les colons mais est assassiné en route par les mercenaires qui l'ont trouvé en train de les espionner. Plus tard, un groupe d'hommes arrive au bordel d'Ella, massacre ses travailleurs et la viole. Averill les tue tous sauf un. Champion, réalisant que ses patrons propriétaires terriens cherchent à éliminer Ella, se rend au camp de Canton et tue Morrison, le violeur restant, puis refuse de participer au massacre.
Canton, Wolcott et leurs hommes croisent un des amis de Nate, un chasseur de loup, se trouvant près de la cabane de Nate. Le chasseur de loup affronte en hurlant les mercenaires et une fusillade s'ensuit entre les occupants de la cabane et les mercenaires. Tentant de sauver Champion, Ella arrive dans son chariot et tue sur l'un des tueurs à gages avant de s'échapper à cheval. Nick est tué avant que les hommes de Canton ne poussent un chariot en feu vers la cabane, y mettant le feu. Champion écrit une dernière lettre à Ella. Champion sort de la cabane en feu en tirant sur les hommes de Canton mais est tué par une averse de balles. Ella prévient les colons de l'approche de Canton lors d'un autre grand rassemblement chaotique à l'Heaven's Gate. Le maire lâche du comté, Charlie Lezak, propose de livrer les personnes figurant sur la liste pacifiquement, tandis que le jeune pharmacien M. Eggleston affirme que la seule façon de survivre est de préparer les armes et de combattre l'armée ennemie. Durant le rassemblement, le maire est brutalement abattu par la veuve de Michael Kovach alors qu'il continue de s'opposer aux propositions d'Eggleston. Blessé, il rumine qu'il veut vivre avec ses proches tandis qu'Averill observe le maire avec la moitié du visage défiguré. Les colons agités approuvent l'idée d'Eggleston et se précipitent au combat avec Bridges et Ella à leur tête. Les mercenaires sont pris au dépourvu et répliquent à vus, tirant sur femmes et hommes tandis que Canton part chercher de l'aide. Dans la fusillade, de nombreux mercenaires sont abattus par les colons, dont Irvine qui est touché au visage par Ella. Ella et James retournent à la cabane carbonisée et fumante de Champion et découvrent son cadavre, ainsi qu'une lettre manuscrite documentant ses dernières minutes de vie.
Le lendemain, Averill rejoint à contrecœur les colons immigrés, avec leurs machines de siège provenant des armes de sièges romains et leurs charges explosives, dans une attaque contre les hommes de Wolcott et leurs fortifications de fortune. La bataille est plus féroce et désespérée. Malgré les lourdes pertes que subissent les immigrants, y compris Eggleston lui-même qui est abattu par un mercenaire alors qu'il s'est fait casser une jambe par une des machines de siège, ils parviennent à infliger un grand nombre de pertes à l'armée des mercenaires. Wolcott lui-même, alors qu'il tente de s'échapper, est tué par Averill qui le frappe avec une charge explosive. Avant que les colons ne parviennent à éliminer le restes des ennemis, l'armée américaine arrive avec Canton et Minardi, arrêtant ainsi la bataille. Les mercenaires sont arrêtés, bien qu'Averill soit conscient qu'il ne s'agit que d'une façade pour les sauver et leur éviter une inculpation criminelle. Plus tard, à la cabane d'Ella, cette dernière, Bridges et Averill se préparent à partir pour de bon, mais ils sont pris en embuscade par Canton et deux de ses sbires. Averill et Bridges répliquent et tuent Canton et l'un de ses hommes, mais Bridges et Ella sont tous deux tués. Averill, accablé de chagrin, tient le corps d'Ella dans ses bras.

### Newport, Rhode Island, 1903
Une décennie plus tard, Averill, bien habillé, imberbe mais d'apparence plus âgée, se promène sur le pont de son yacht au large de Newport, dans le Rhode Island. Il descend en contrebas, où une jolie femme d'âge moyen dort dans un boudoir luxueux. La femme, l'ancienne petite-amie d'Averill à Harvard (et peut-être maintenant son épouse), se réveille et lui demande une cigarette. Il obtempère en silence, allume la cigarette et retourne sur le pont avant de repenser à la mort d'Ella.

## Fiche technique
Sauf indication contraire, les informations mentionnées dans cette section peuvent être confirmées par la base de données cinématographiques IMDb,  présente dans la section « Liens externes ».
- Titre original : Heaven's Gate
- Titre de travail : The Johnson County War
- Titre français : La Porte du paradis
- Réalisation : Michael Cimino
- Scénario : Michael Cimino
- Musique : David Mansfield
- Photographie : Vilmos Zsigmond
- Montage : Lisa Fruchtman, Gerald B. Greenberg, William Reynolds et Tom Rolf
- Direction artistique : Tambi Larsen
- Décors : James L. Berkey et Josie MacAvin
- Costumes : J. Allen Highfill
- Cascades : Buddy Van Horn
- Production : Joann Carelli
  - Producteur exécutif chargé de la post-production : William Reynolds
- Sociétés de production : Partisan Productions et United Artists
- Société de distribution : United Artists
- Budget : 44 000 000 $
- Format de production : Couleurs - 35 mm - 2,39:1 - Technicolor - son Dolby Stéréo
- Pays de production :  États-Unis
- Langues originales : anglais, russe, français, polonais et allemand
- Genre : western , Drame
- Durée : 219 minutes, 220 minutes (version director's cut restaurée de 2012)
- Dates de sortie :
  - États-Unis : 19 novembre 1980
  - France : 22 mai 1981
- Affiche : Jouineau Bourduge (France)

## Distribution
- Kris Kristofferson (VF : Georges Claisse) : James Averill, diplômé d'Harvard et devenu plus tard, par idéalisme, marshal du comté Johnson (Wyoming) ; il y assure les fonctions de police et de justice, mais démissionnera de son poste quand le maire de Sweetwater lui demandera de livrer aux mercenaires-tueurs, recrutés par le syndicat des éleveurs de bétail, les 125 personnes figurant sur leur « liste noire ».
- Christopher Walken (VF : Bernard Tiphaine) : Nathan D. Champion, une « gâchette » du syndicat des éleveurs ; il a des liens d'amitié avec James Averill et, finalement, rompra avec le syndicat en constatant que celui-ci a placé Ella Watson sur leur « liste noire ».
- John Hurt (VF : Patrick Poivey) : William « Billy » C. Irvine, diplômé d'Harvard la même année que James Averill pour qui il éprouve toujours, vingt ans après, de l'amitié, bien qu'ils aient évolué différemment ; mentalement plus faible et très dépendant de l'alcool, il est resté « prisonnier de sa classe » et fait partie du syndicat des éleveurs de bétail.
- Sam Waterston (VF : Pierre Vernier) : Frank Canton, le chef et recruteur des mercenaires-tueurs à la solde des barons-éleveurs du Wyoming ; le méchant de l'histoire.
- Brad Dourif (VF : Bernard Woringer) : M. Eggleston, un des représentants des émigrants d'Europe de l'Est nouvellement arrivés dans le comté ; il est Président de la chambre de commerce de Sweetwater.
- Isabelle Huppert[7],[8] : Ella Watson, la tenancière du bordel de Sweetwater (la ville principale du comté Johnson) ; Averill et Champion sont amoureux d'elle et elle les aime tous deux sincèrement, même si elle a toujours fait payer Champion.
- Joseph Cotten : le révérend Gordon Sutton de l'université Harvard (Cambridge, Massachusetts), il apparaît dans le prologue de l'histoire.
- Jeff Bridges (VF : Dominique Collignon-Maurin) : John L. Bridges, le patron de l'hôtel où habite James Averill, à Sweetwater ; il possède également l'Heaven's Gate, la patinoire qui sert de salle de bal et de réunion à la population de la ville, et qui donne son nom au film.
- Ronnie Hawkins : le major Wolcott
- Paul Koslo : Charlie Lezak, maire de Sweetwater ; il reçoit une balle dans le haut du visage lors d'une réunion dramatique à l'Heaven's Gate, parce qu'il s'oppose à ce que la population[9] de la ville prennent les armes contre les mercenaires qui s'approchent de Sweetwater pour exécuter les personnes désignées sur la « liste noire ». Le coup de feu est tiré par la veuve de Michael Kovach[10].
- Geoffrey Lewis (VF : Jacques Dynam) : Fred, un trappeur de passage pour la nuit chez Nathan Champion.
- Richard Masur : Cully, le chef de gare de Casper.
- Nicholas Woodeson : le petit homme
- Stefan Shcherby : le grand homme
- Terry O'Quinn : le capitaine Minardi ; il commande le détachement de cavalerie basé dans un fort de l'armée fédérale, non loin de Sweetwater.
- Jack Conley : Morrison
- Jim Knobeloch : George Kopestonsky
- Robin Bartlett : Mme Lezak, la femme du maire de Sweetwater.
- Tom Noonan : Jake
- Caroline Kava : Stefka
- Anna Levine : Little Dot
- Mickey Rourke (VF : Marc François) : Nick Ray, un garçon simple et rustique, ami de Nathan Champion et séjournant chez lui.
- Kai Wulff : le marchand allemand
- Jack Blessing : un jeune migrant
- David Mansfield[11] : John DeCoy, le violoniste-patineur[12] du Heaven's Gate (la « porte du paradis ») ; il est aussi un familier du bordel d'Ella Watson et l'aide de celle-ci.
- T Bone Burnett : un membre de l'orchestre de l'Heaven's Gate
- Sam Peckinpah : le bourreau (scènes coupées)
- Aivars Smith : Michael Kovach, un colon pauvre qui a volé du bétail pour nourrir sa famille. Il est tué au début du film par Nate Champion.

Acteurs non crédités
- Willem Dafoe[13] : Willy
- Ian Hislop : un participant à la scène de la cérémonie de remise des diplômes
- Norbert Weisser : un immigrant

## Production

### Genèse et développement
En novembre 1978, un contrat de 11,6 millions de dollars est signé entre Michael Cimino et United Artists pour la réalisation de The Johnson County War (titre initial du film). Récupérant un scénario de 98 pages qu'il avait écrit en 1974 - 1975 (le projet n'ayant pas abouti car il n'attirait aucune star), Cimino bénéficie d'une carte blanche, une clause stipulant qu'il peut dépasser le budget sans subir de pénalités financières. Le film doit durer au minimum 2h30, être livré pour Noël 1979, et toute sa publicité doit être validée par Cimino. Les premiers budgets prévisionnels tournent autour des 7 millions de dollars pour un tournage qui doit durer deux mois[réf. nécessaire].

### Tournage
Le tournage débute le 16 avril 1979 à Kalispell dans le Montana. Il faut rouler trois heures sur des pistes pour rejoindre le plateau où peuvent jouer jusqu'à 1 200 figurants. Cimino qui a un souci du détail obsessionnel (qui lui valut le surnom d'Ayatollah) tourne environ une minute trente du film par jour, si bien qu'au bout de douze jours de tournage, le plan de travail accuse déjà dix jours de retard. À la suite des retards, plusieurs musiciens initialement venus au Montana pour travailler sur le film pendant seulement trois semaines se sont retrouvés bloqués, attendant d’être convoqués pour des prises de vues. Le film perd plus d'un million de dollars par semaine. Le studio envisage alors de renvoyer Michael Cimino et approche Norman Jewison pour prendre en charge le projet, mais celui-ci refuse.
L'un des exemples les plus flagrants de l'utilisation abusive du budget par Michael Cimino a été la construction d'un système d'irrigation sous la terre du champ de bataille afin de garantir que l'herbe reste d'un vert éclatant contrastant avec le rouge du sang du carnage. À un moment donné pendant le tournage, Michael Cimino décide que les bâtiments d'une rue n'étaient pas bien espacés, alors qu'ils avaient été construits selon ses spécifications exactes. Il ordonna que les deux côtés de la rue soient rasés et reconstruits, au coût d'1,2 million de dollars, malgré les objections de son équipe qui estimait qu'il serait plus facile et moins onéreux de démolir un seul côté de rue et de le reconstruire. Un arbre entier a été coupé, déplacé en morceaux et transféré dans la cour où a été tournée la scène de remise des diplômes de Harvard 1870.
Des scènes avec John Hurt ont dû être réécrites voire annulées, car il dut quitter la production pour commencer à tourner Elephant Man à Londres.
Le 16 juillet, le budget prévisionnel est dépassé, si bien que David Field, producteur exécutif, impose à Cimino un nouveau contrat stipulant que le budget ne pourra dépasser les 17,5 millions de dollars. Le film explose les délais, le tournage se terminant en octobre 1979, et le budget atteint 44 millions de dollars.

## Accueil
Pour un budget final de 44 millions de dollars, le film n'a rapporté que 3 484 331 dollars. Lors de la sortie du film en 1981, il s'agit donc du plus grand flop de l'histoire du cinéma américain. Sans parler de la très mauvaise publicité que ce soit venue du studio ou du cinéaste, qui ne retrouvera jamais une telle liberté artistique et financière. Ce film catapulte Michael Cimino au rang des cinéastes maudits. Il attendra six ans pour retrouver la confiance d'un financier.
Le film, qui devait être le triomphe du cinéma d'auteur à Hollywood, devint finalement son tombeau. Selon les historiens (Peter Biskind, Jean-Baptiste Thoret…), les désastres commerciaux de Heaven's Gate et, plus tard, de Coup de cœur entraînent la mort du Nouvel Hollywood. Les studios reprennent alors le pouvoir et imposent des blockbusters, films calibrés en fonction du public et qu'on doit pouvoir pitcher en dix secondes.

### Aux États-Unis
Le 19 novembre 1980, lors de la première à New York, Cimino demande pourquoi personne n'est venu boire du champagne lors de l'entracte. Steven Bach, selon son propre livre Final Cut, The Making Of Heaven's Gate, lui aurait répondu : « Parce qu'ils détestent ton film ! » Les critiques influents de l'époque (notamment Pauline Kael et Roger Ebert) assassinent le film. Ebert écrit en janvier 1981 :

« La Porte du paradis est le plus scandaleux gâchis cinématographique que j'ai jamais vu. Et souvenez-vous : j'ai vu La Kermesse de l'Ouest ! »

Le film est retiré de l'affiche après seulement une semaine d'exploitation. Michael Cimino propose une nouvelle version au studio et retravaille lui-même le montage pendant huit mois de plus. Après plus de 300 coupes, le film ressort en 1981 avec une nouvelle voix off, moins de violence, des personnages en moins : nouvel échec.
Les résultats désastreux au box office ont aussi un effet dévastateur sur la production de westerns aux États-Unis. Après un revival à la fin des années 1960, très peu de westerns sont produits dans les années 1980.
Dans leur ouvrage Splendeur du western, Suzanne Liandrat-Guigues et Jean-Louis Leutrat soulignent les liens entre Heaven's Gate et la série Deadwood de HBO. Si la vision radicale de Cimino fut rejetée au début des années 1980 (à l'aube de l'ère reaganienne), il semble que cette démarche démythificatrice apparaisse acceptable aux yeux du public d'aujourd'hui. Présent dans ces deux productions, Brad Dourif apparaît comme l'incarnation de cette filiation.

### En France
En France, l'accueil critique est également mitigé. Deux analyses se succédèrent dans la revue Positif. L'une soulignant les grandes qualités du film et l'autre particulièrement négative. Dans son texte, Michael Henry écrit : « Loin de panser les plaies à vifs, il rouvre une blessure oubliée, il met à nu un traumatisme plus profond que le génocide indien : le “fratricide originel”, le massacre des pauvres par les riches. » Dans ce même numéro, Olivier Eyquem critique durement :

« Rarement montagne d’argent aura accouché d’une aussi malingre souris, rarement script de série B aura été traité avec tant de solennelle componction, rarement cinéaste se sera fourvoyé aussi irrémédiablement dans tous les domaines relevant de sa responsabilité ». Il ajoute : « Parti d’un scénario nul, Cimino a sans doute bataillé dur, mais rien ne vit durablement à l’image, et dès l’ouverture avec sa longue valse, avec ces panos trop bien ordonnés, cette euphorie qui se cherche, ce mouvement qui ne prend pas, tout cela fait craindre le pire, fait anticiper le remplissage qui sera la loi du film. »

En 2013, lors de la ressortie du film dans sa version director's cut, Jean-Baptiste Thoret parle en revanche de :

« la critique la plus implacable jamais produite de l'un des mythes fondateurs de la Nation, l'impossible alliance du peuple et des élites anglaises, l'exploitation éternelle des premiers par les seconds, le sort peu enviable des émigrants venus d'Europe de l'Est, la lutte des classes bien sûr, en lieu et place de la Pastorale promise, et le fantôme de Marx passé des terres viscontiennes à celles du Wyoming. »

— « Renaissance d'un chef-d'œuvre », Charlie Hebdo

## Distinctions

### Récompenses
- Razzie Awards 1982 : pire réalisateur pour Michael Cimino
- The Stinkers Bad Movie Awards : pire sens de la direction « stoppez-le avant qu'il réalise encore ! » pour Michael Cimino

### Nominations
- Oscars 1982 : Oscar des meilleurs décors et direction artistique pour Tambi Larsen et James L. Berkey
- Festival de Cannes 1981 : sélection officielle
- Razzie Awards 1982 : pire film, pire scénario pour Michael Cimino, pire musique originale pour David Mansfield et pire acteur Kris Kristofferson
- The Stinkers Bad Movie Awards : pire film, pire scénario et pire musique intrusive

## Commentaires

### Différentes versions du montage
Michael Cimino consomme une grande quantité de pellicule : 220 heures de rushes ont été répertoriées. Le premier montage projeté par Cimino aux dirigeants de United Artists fait 5 h 25. Plusieurs versions du film existeront par la suite.
La première mouture de 365 minutes[Passage contradictoire] n'est montrée qu'à une poignée de collaborateurs, lesquels exigent que Cimino retourne en salle de montage afin de proposer une version raccourcie. Cette dernière est celle de la projection initiale du 19 novembre 1980 à New York : une version de 219 minutes (3 h 39 min). Après une semaine d’exploitation, Cimino décide en accord avec United Artists d'annuler la distribution afin de remonter lui-même son film dans une version plus courte de 149 minutes (montage international de 1981), soit 2 h 29 min. De multiples changements apparaissent : nombreuses coupes, prises différentes, voix off ; une scène inédite fait son apparition (celle où Wolcott montre ses fesses à Averill). Cette version ne rencontre toujours pas le succès escompté et est retirée après une semaine d'exploitation.
En 1982, la chaîne Z Channel diffuse pour la première fois la version de 219 minutes. Lorsque MGM (détenteur des droits d'United Artists) distribue le film en VHS et Laserdisc, c’est dans sa version longue. Le montage de 149 minutes ne fut jamais distribué sur le territoire américain.
Le 19 avril 2012, la chaîne Turner Classic Movies propose la version intégrale du film en haute définition. Outre cette exclusivité, le film étant inédit en Blu-ray à cette date, la chaîne diffuse une interview d’Isabelle Huppert, également en HD.

#### Versiondirector's cutde 2012
Lors de la Mostra de Venise 2012, Cimino présente sa version définitive, d’une durée de 216 minutes, restaurée et remastérisée; en préambule au film, il est spécifié que cette version est celle de 219 minutes de 1982, de laquelle ont été expurgées quelques scènes (et l'annonce de l'entracte). Le cinéaste déclare à cette occasion :

« Ma première réaction a été : je ne veux pas revisiter La Porte du paradis. J'ai subi suffisamment de rejet pendant 33 ans. Grâce à la technologie numérique qui n'existait pas à l'époque, j'ai pu faire des changements, notamment dans les couleurs… En le voyant avec cet équipement numérique, c'était comme un nouveau film. »

#### Différences entre les versions
D'un montage à l'autre, Cimino a choisi pour la version director's cut de 2012 de raconter l'histoire de façon totalement linéaire, et vue uniquement du point de vue des personnages. Il n'y a par conséquent plus de voix off d'un narrateur ni plus aucun retour en arrière. Ainsi, la troisième partie (Newport), dans laquelle s'entremêlaient le regard d'Averill sur son bateau avec ses souvenirs de la tuerie finale de 1890 au terme de laquelle Ella trouvait la mort, se déroule, dans la version de 2012, strictement sur le yacht.
C'est l'occasion d'introduire un personnage féminin, allongé dans la cabine salon, et de retrouver une dernière fois la photo en noir et blanc d'un jeune couple, photo absente de l'ancienne version et qui, dans le montage de 2012, est revenue tel un « fil rouge » tout au long de l'épisode de 1890. Toutefois, rien n'est dit sur cette photo ; le couple n'est pas identifié ni totalement identifiable, même si on peut supposer qu'il s'agit d'Averill avec son amie vue à Harvard.
Qui plus est, à aucun moment n'est clairement expliqué pourquoi Averill se retrouve marshal dans le Wyoming. Au début du deuxième épisode, on sait qu'il vient de convoyer une prisonnière vers la prison fédérale. En revanche on ne sait pas depuis combien de temps il a été affecté dans le comté de Johnson, ni pour quelle raison il aurait quitté une situation plus lucrative (une réplique évoque le fait qu'il a des moyens bien supérieurs à ceux des émigrants qui constituent l'essentiel de la population et l'on sait — épisode commun aux deux versions —, lors de son retour à Casper, qu'il a été exclu du club que fréquentent les gros propriétaires). Situation conforme à son niveau d'études et à sa classe sociale, et qu'atteste le yacht sur lequel on le retrouve en 1903 (mais est-ce son yacht ou celui de sa femme ?).
Harvard, 1870
Dans la version de 2012, le discours de Billy Irvine, qui joue de son ébriété et ironise sur l'éducation donnée à Harvard, est donné dans son intégralité.
Newport, Rhode Island, 1903
Cette dernière partie n'est plus montée avec un retour en arrière sur l'assassinat, par Frank Canton et ses mercenaires survivants, d'Ella Watson et de John Bridges. Toute la séquence se déroule sur le yacht. Dans le salon du bateau, où brûle un feu de cheminée, on découvre sur une méridienne une femme d'âge mûr allongée, en même temps que l'on revoit la photo en noir et blanc dans son cadre en argent. Cette femme est manifestement l'amie d'Averill que l'on a vue à Harvard en 1870. Dans une attitude figée, elle lui demande une cigarette, prononçant les derniers mots du film. En silence, Averill s'exécute et allume la cigarette.

#### Steven Soderbergh
Le réalisateur Steven Soderbergh a effectué son propre montage du film dans une version raccourcie qu'il a qualifiée de « butcher's cut ». Il indique en préambule de sa version :
« Je me rends compte que ce que j'ai fait avec ce film est à la fois immoral et illégal. »

### Accusations de cruauté envers les animaux
L'American Humane Association signale de nombreux actes de cruauté envers les animaux pendant le tournage. Elle dénonce en particulier des poules décapitées, des bœufs saignés pour enduire les acteurs de sang (au lieu d'utiliser du faux sang), un cheval tué à la dynamite, un combat de coqs réel. Le propriétaire d'un des chevaux maltraités a intenté un procès aux producteurs et au réalisateur, signalant un traumatisme physique et comportemental sévère et une défiguration de l'animal.
Le film est sur la liste « inacceptable » de l'AHA.

### Sources
- (en) Cet article est partiellement ou en totalité issu de l’article de Wikipédia en anglais intitulé « Heaven's Gate (film) » (voir la liste des auteurs).